# Фигурный клит
Фигурный клит (лат. Chlorophorus figuratus) — вид жесткокрылых насекомых из семейства усачей. Распространён в Европе, Сибири, на Кавказе, в Азербайджане, Закавказье, Турции и Иране; вариетет C. f. var. latifasciatus распространён в Японии, Кореи и Сибири. Кормовыми растениями личинок являются различные виды широколиственных деревьев, в том числе из родов дуб, груша, вяз и каштан (каштан посевной). Имаго посещают цветки тысячелистника. Жизненный цикл одной особи продолжается два года. Длина тела имаго 8—13 мм.